# La Union (flygplats)
La Union är en flygplats i Honduras.   Den ligger i departementet Departamento de Olancho, i den centrala delen av landet, 130 km nordost om huvudstaden Tegucigalpa. La Union ligger 1 295 meter över havet.
Terrängen runt La Union är huvudsakligen kuperad, men den allra närmaste omgivningen är bergig. Runt La Union är det mycket glesbefolkat, med 4 invånare per kvadratkilometer. Närmaste större samhälle är Jano, 12,9 km sydost om La Union. 